# Lanchester (пистолет-пулемёт)
Lanchester Mk.1 — английский пистолет-пулемёт времен Второй мировой войны, является копией немецкого MP28.

## История
13 июня 1940 года в Великобритании в условиях вполне реальной угрозы немецкого вторжения были срочно начаты работы по созданию копии немецкого MP.28/II. Оружие было разработано и подготовлено к производству Джорджем Гербертом Ланчестером из фирмы Sterling Arms Company, первые два предсерийных экземпляра были изготовлены и направлены на испытания 8 ноября 1940 года. Пистолет-пулемёт предназначался для военно-морского флота и военно-воздушных сил.
Отличия от МР28 были немногочисленны, например, оружие оснащено креплением для стандартного штыка от винтовки Ли-Энфилд на кожухе ствола. Литой магазиноприёмник из бронзы . Ложе — «английского» винтовочного типа (с прямой шейкой характерной формы) было изготовлено из орехового дерева. Как и прототип, «Ланчестер» имел автоматику с использованием энергии отдачи свободного затвора и переводчик в спусковом механизме, допускавший ведение автоматического огня и стрельбу одиночными выстрелами.
Особого успеха «Ланчестер» не имел и выпуск его ограничился сравнительно небольшой серией, — разработанная по довоенным стандартам конструкция была весьма непрактична для производства в военное время. Тем не менее, он оказал очень большое влияние на дальнейшее развитие английской «школы» проектирования данного вида оружия, в частности, пистолеты-пулемёты Sten и Sterling сохраняли заимствованное в своё время у МР28 расположение магазина слева.
Последние «Ланчестеры», состоящие на вооружении британского флота, были изъяты из эксплуатации в 1960-х годах.